# Лога, Роз
Роз Лога (фр. Rose Loga; род. 27 июля 2002, Париж) — французская легкоатлетка, которая специализируется в метании молота. Бронзовый призёр чемпионата Европы 2024 года.

## Спортивная карьера
В июле 2021 года Роз Лога стала серебряным призером чемпионата Европы по легкой атлетике среди спортсменов до 20 лет, который проходил в Таллине. В этом же году она стала серебряным призером чемпионата мира по легкой атлетике среди спортсменов до 20 лет в Найроби.
Роз дебютировала на чемпионате Европы по легкой атлетике 2022 года в Мюнхене, но выйти в финал не смогла.
В 2023 году приняла участие во взрослом чемпионате мира по легкой атлетике в Будапеште и метнув снаряд на отметку 67,95 метров, не вышла в финал.
В мае 2024 года она установила новый личный рекорд — 72,01 метра. В июне 2024 года на чемпионате Европы по лёгкой атлетике в Риме завоевала бронзу с личным рекордом — 72,68 метра.